# Anthurium werffii
Anthurium werffii är en kallaväxtart som beskrevs av Thomas Bernard Croat. Anthurium werffii ingår i släktet Anthurium och familjen kallaväxter. Inga underarter finns listade.